# Солола (департамент)
Солола́ (исп. Sololá) — один из 22 департаментов Гватемалы. Административный центр — город Солола.

## География
Находится в юго-западной части страны. На территории департамента находится крупное озеро Атитлан. Граничит на севере с департаментами Киче и Тотоникапан, на западе с департаментом Кесальтенанго, на юге с департаментом Сучитепекес, на востоке с Чимальтенанго.

## История
2 февраля 1838 года Солола объединилась с Уэуэтенанго, Кетсалтенанго, Киче, Реталулеу, Сан-Маркосом и Тотоникапаном в недолговечное центральноамериканское государство Лос-Альтос. Государство было разрушено в 1840 году генералом Рафаэлем Каррера, ставшим президентом Гватемалы.

## Муниципалитеты
В административном отношении департамент подразделяется на 19 муниципалитетов:
- Солола
- Консепсьон
- Науала
- Панахачель
- Сан-Андрес-Семетабах
- Сан-Антонио-Палопо
- Сан-Хосе-Чакайя
- Сан-Хуан-ла-Лагуна
- Сан-Лукас-Толиман
- Сан-Маркос-ла-Лагуна
- Сан-Пабло-ла-Лагуна
- Сан-Педро-ла-Лагуна
- Санта-Катарина-Иштауакан
- Санта-Катарина-Палопо
- Санта-Клара-ла-Лагуна
- Санта-Крус-ла-Лагуна
- Санта-Люсия-Утатлан
- Санта-Мария-Виситасьон
- Солола